# Joseph Dugas
Joseph Dugas, né en 1714 à Grand-Pré et mort le 11 janvier 1779 à Saint-Servant, est un marchand, corsaire et officier de milice acadien. 